# Raphael Ravenscroft

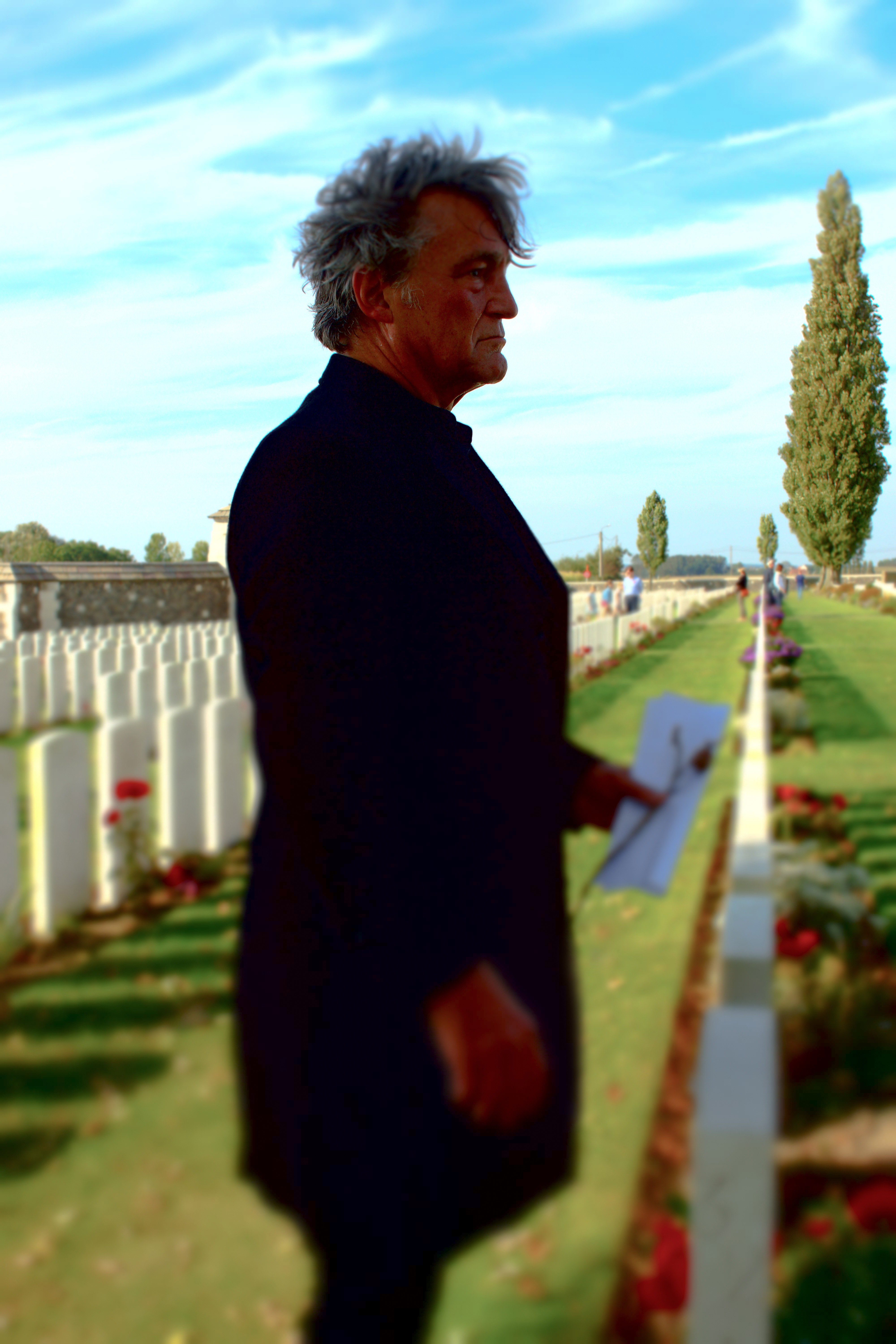
Raphael Ravenscroft

Raphael Ravenscroft (Stoke-on-Trent, Midlands del Oeste, 4 de junio de 1954 − Exeter, 19 de octubre de 2014) fue un saxofonista inglés, que trabajó con ABBA, America, Kim Carnes, Marvin Gaye, Mike Oldfield, Pink Floyd, Chris Rea, Robert Plant, Bonnie Tyler, etc.
Su trabajo más famoso fue con Gerry Rafferty, tocando el icónico solo de saxo en Baker Street, el cual ha sido erróneamente atribuido al presentador de TV Bob Holness, resultado de una broma de Stuart Maconie en el NME, recontada en Have I Got News For You. A Ravenscroft le pagaron £27 por la sesión con un cheque que rebotó.
En 1979, lanzó su álbum solista "Her Father Didn't Like Me, Anyway" (CBS Portrait JR 35683 Stereo).
En 1983 lanzó el track "Maxine" que obtuvo buena radiodifusión, pero no logró un puesto alto en los rankings. Su canción "A Whole Lot of Something Going On" fue sampleada por el artista de hip-hop Beanie Sigel en su track "Feel It In The Air".
Fue autor de varios libros de técnica de saxofón incluyendo un exitoso libro de instrucciones, "The Complete Saxophone Player" 1990. Hasta 2004 fue tutor musical en el York College. Su hija Scarlett Raven es artista en el St. Martins College.